# Język kwara
Język kwara lub język Falaszów (qwara, qwareña) – język afroazjatycki z grupy języków kuszyckich, używany niegdyś przez Żydów w Etiopii, zwanych Falaszami (Agaw i Beta Israel) w prowincji Qwara. W XX w. język był wypierany przez język amharski, a ostateczny zanik tego języka w Etiopii przyniosła Operacja Salomon, podczas której niemal wszystkich Falaszów przesiedlono do Izraela. Obecnie nieokreślona liczba Falaszów używa jeszcze tego języka w Izraelu, jednak jest on wypierany przez język hebrajski.
Istnieje kilka starych manuskryptów w języku kwara, zapisanych alfabetem etiopskim; językoznawcy zapisywali ten język od 1866. Jest blisko spokrewniony z wymarłym językiem kajla.